# Roma Open 2025
Il Roma Open 2025 è stato un torneo maschile di tennis professionistico. È stata la 24ª edizione del torneo, facente parte della categoria Challenger 50 nell'ambito dell'ATP Challenger Tour 2025, con un montepremi di 54 000 €. Si è giocato dal 21 al 27 aprile 2025 sui campi in terra rossa del Tennis Club Garden di Roma, in Italia.

## Partecipanti

### Teste di serie
| Nazionalità | Giocatore          | Ranking* | Testa di serie |
| ----------- | ------------------ | -------- | -------------- |
| Lituania    | Vilius Gaubas      | 144      | 1              |
| Croazia     | Duje Ajduković     | 170      | 2              |
| Libano      | Hady Habib         | 178      | 3              |
| Kazakistan  | Timofej Skatov     | 179      | 4              |
| Austria     | Lukas Neumayer     | 195      | 5              |
| Francia     | Arthur Bouquier    | 199      | 6              |
| Italia      | Matteo Gigante     | 200      | 7              |
| Italia      | Federico Arnaboldi | 204      | 8              |

* Ranking al 14 aprile 2025.

### Altri partecipanti
I seguenti giocatori hanno ricevuto una wild card per il tabellone principale:
- Lorenzo Carboni
- Gabriele Pennaforti
- Jacopo Vasamì

I seguenti giocatori sono entrati in tabellone come alternate:
- Rémy Bertola
- Francesco Maestrelli
- Mili Poljičak

I seguenti giocatori sono passati dalle qualificazioni:
- Sandro Kopp
- Kimmer Coppejans
- Stefano Travaglia
- Mika Brunold
- Oleg Prihodko
- Lukáš Pokorný

## Punti e montepremi
| Torneo    | Torneo              | V     | F     | SF    | QF    | 2T  | 1T  | Q | Q2  | Q1  |
| Singolare | Punti               | 50    | 25    | 14    | 8     | 4   | 0   | 3 | 1   | 0   |
| Singolare | Premi in denaro (€) | 4 910 | 2 950 | 1 735 | 1 000 | 600 | 360 | – | 180 | 110 |
| Doppio    | Punti               | 50    | 25    | 14    | 8     | –   | 0   | – | –   | –   |
| Doppio    | Premi in denaro (€) | 1 900 | 1 110 | 670   | 390   | –   | 225 | – | –   | –   |

## Campioni

### Singolare
Matteo Gigante ha sconfitto in finale  Vilius Gaubas con il punteggio di 6–2, 3–6, 6–4.

### Doppio
Erik Grevelius /  Adam Heinonen hanno sconfitto in finale  Marco Bortolotti /  Giorgio Ricca con il punteggio di 7–6(2), 7–5.